# Storia di Nauru
I primi abitanti di Nauru furono polinesiani e melanesiani, organizzati in 12 tribù con a capo un sovrano fino all'arrivo degli europei.

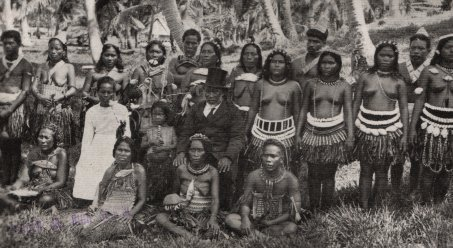
Il re Auweyida e la Regina Eigamoiya in mezzo a un gruppo di indigeni (1890 circa).

I primi europei a mettersi in contatto con gli originari abitanti furono nel 1798 gli inglesi della nave baleniera Hunter, capitanata da John Fearn. Nel corso del XIX secolo, dopo diversi contatti con gli europei, che introdussero sull'isola le armi da fuoco, Nauru  visse tra il 1878 e il 1888 una guerra civile tra i sostenitori del re Aweida e coloro che volevano detronizzarlo in favore di un rivale. Il risultato fu la vittoria dei lealisti grazie al sostegno garantito dall'Impero tedesco, ma anche l'annessione dell'isola alla Nuova Guinea tedesca in base alla Convenzione Anglo-Tedesca del 1886. 
Nel 1900 vennero scoperti da Albert Fuller Ellis i giacimenti di fosfati. Nel 1914, durante la prima guerra mondiale, l'Australia prese il controllo di Nauru. Nel 1920 la Società delle Nazioni assegnò il territorio in mandato fiduciario a Regno Unito, Australia e Nuova Zelanda. Ai British Phosphate Commissioners (BPC) vennero assegnati i diritti di sfruttamento delle miniere e cominciò ad affluire denaro nell'economia locale.

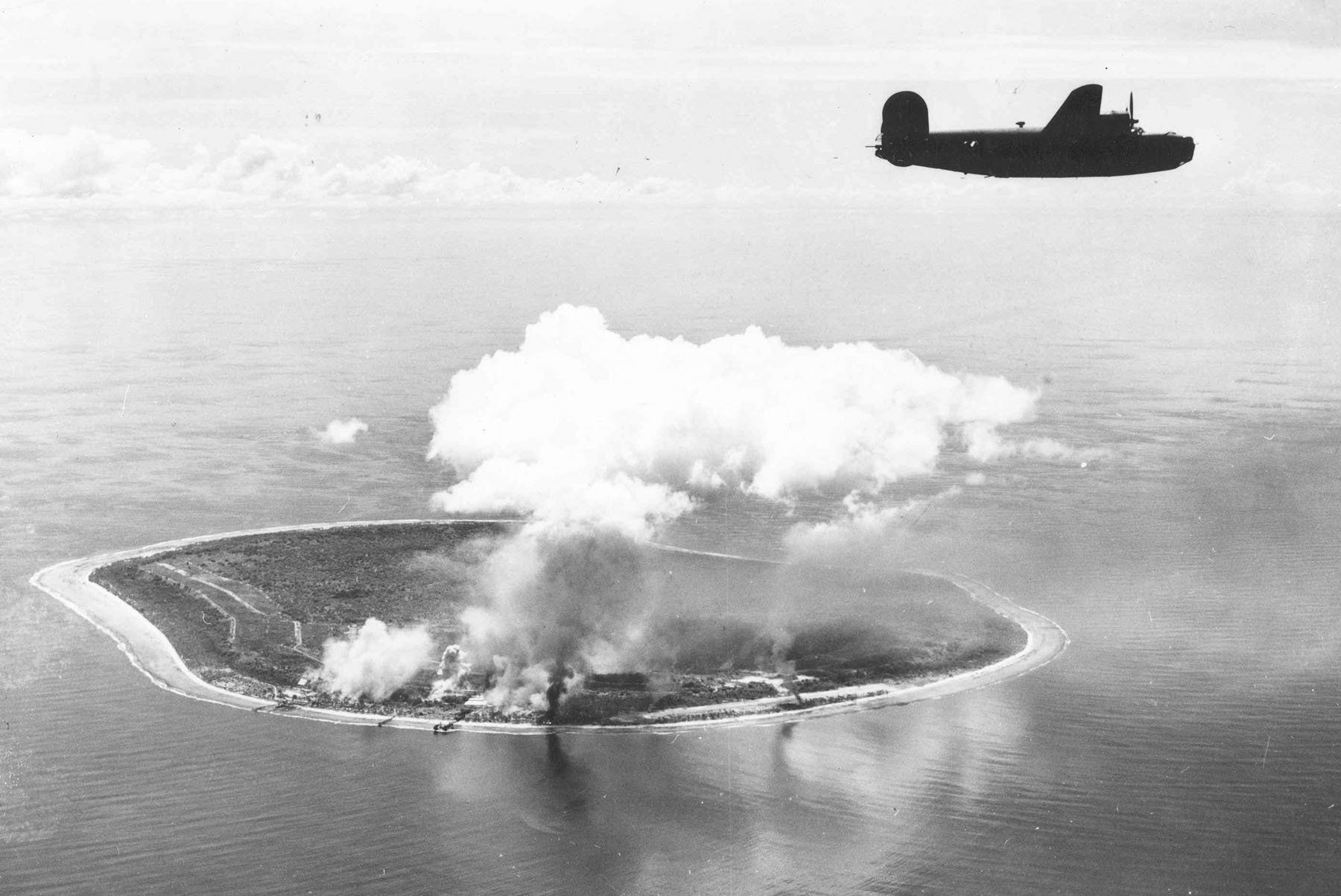
Nauru sotto l'attacco degli aerei della Seventh Air Force.

Nel 1940, durante il secondo conflitto mondiale, la marina tedesca affondò cinque navi mercantili al largo dell'isola; il 27 dicembre dello stesso anno la nave corsara tedesca Komet bombardò l'isola danneggiando il porto e le miniere di fosfati presenti. 
Nel 1942 l'Impero giapponese occupò l'isola, commettendo violenze sulla popolazione: circa 1 200 abitanti vennero deportati come schiavi nell'isola di Chuuk (oggi nella Micronesia) dove molti morirono d'inedia; i circa 800 superstiti furono rimpatriati alla fine della guerra.
Dopo la guerra, l'isola venne amministrata dall'Australia come Territorio in Amministrazione Fiduciaria delle Nazioni Unite. L'indipendenza viene ottenuta il 31 gennaio 1968, sotto la presidenza di Hammer DeRoburt. I diritti sulle miniere di fosfato furono acquistati dalla Gran Bretagna nel 1970: il pagamento del diritto di estrazione consente a Nauru uno degli standard di vita più elevati del Pacifico con conseguenze economiche sanitarie e ambientali marcate.

## Il campo d'accoglienza australiano
Dal 2001 una fonte di incassi per il governo locale è il campo d'accoglienza che l'Australia ha installato sull'isola per portarvi gli immigrati clandestini che raggiungono l'Australia senza permesso via mare. L'operazione si inserisce nell'ambito del programma detto Pacific Solution per bloccare l'immigrazione clandestina.
Nel 2001 il cargo norvegese MV Tampa fu al centro di una disputa diplomatica tra Australia, Norvegia e Indonesia che ha coinvolto l'isola. Alla nave, che trasportava clandestini afgani e iracheni che cercavano asilo politico, venne impedito di raggiungere l'Australia e i suoi passeggeri furono fatti sbarcare a Nauru. Subito dopo, le autorità dell'isola chiusero le frontiere agli stranieri, al fine di evitare il monitoraggio delle condizioni di vita dei rifugiati. Nel dicembre 2003 diverse dozzine di rifugiati iniziarono uno sciopero della fame in protesta per le condizioni di detenzione; lo sciopero venne concluso nel gennaio 2004 quando un'équipe medica australiana visitò i rifugiati. Preoccupazione fu espressa dal Commissario delle Nazioni Unite per i rifugiati e ripetute segnalazioni fatte da Amnesty International per le condizioni di disagio e precarietà all'interno del centro.